# 海膽
海膽又名「海刺蝟」（英語：sea urchin），是棘皮動物門海膽綱（学名：Echinoidea，羅馬化：ekhînos，意思是「类似刺猬一样的」）的底栖水生动物，廣泛分佈於世界各地的海洋的海床，從潮間帶至數千公尺的深海都可發現其蹤跡。全世界現存約有1,000種海膽，化石700種以上。

## 海膽特徵

### 外形構造
海膽的身體由一個球形或盤形的體殼所包圍，海膽成體的體殼通常是3至10公分大，外形大多是呈球形、心形或扁薄形。外形是球狀及五輻對稱的，而當中包括幾個不同類群的海膽：正海膽目、頭帕目及其他。海膽一般都是較深色的，如有綠色、橄欖色、棕色、紫色及黑色。
海膽是棘皮动物，與海參、海星、蛇尾及海百合屬同一門。

### 防禦系統
海膽的膽殼佈滿棘刺，由稱為刺瘤的突起構造長出，一般約1-2厘米長，1或2毫米粗细，呈圓錐形。活躍於加勒比海的冠的棘刺更長達10-20厘米長。棘剌本身中空及易碎，斷掉的棘刺可以再生長出來。棘刺以球窩關節與底部連接，能指向任何方向。若作出輕微的接觸，棘刺會隨即聚合指向接觸點。這樣可以保護海膽免受捕食者的侵害，某些海膽的棘刺末端更有毒囊。盔海膽目的棘刺一般都是短鈍，可以對抗海浪的衝擊，更有助保持海膽表面的水份。
除了棘刺外，海膽更有叉棘抵禦外來敵人。叉棘散佈於整個海膽體表上及圍口區，有些海膽的叉棘區與棘刺區分開，如白棘三列海膽等。

### 運動及挖洞
海膽給人的印象並不是生物，或是沒有運動能力。其實海膽是會隨著攝食而作出運動：若食物稀少，每天海膽可能只移動10厘米；若食物豐富的話，則每天可以移動超過1公尺。
海膽的運動是靠透明、細小、數目繁多及帶有黏性的管足及棘刺來進行的。管足在運動時，與海星相似，可以抓緊岩石，而位於底部的棘刺則是把海膽的身體抬起，以幫助海膽隨意的運動。牠們運動時可以隨時以步帶的方向作為前導，不用轉頭。當海膽被反轉時，牠的棘刺及管足更可以把牠翻正。
有些海膽是穴居形的，如梅氏長海膽，牠們為避免給海浪沖到深水的海床，於出生後就不停的挖掘，把自己藏在洞穴中。牠們利用在新陳代謝時所排放出來的碳酸（因排出的二氧化碳溶於水中生成）軟化洞穴壁，並以口器及棘刺來把洞穴弄大。

### 攝食和排泄
海膽的口器被稱做亞里斯多德燈籠（Aristotle's lantern，又譯作亞氏提燈），位於口面(即腹面)的中央，並被嘴唇的軟組織包圍。海膽的唇包括五根管足，在許多種類裡還有五對的腮。
相對於口器的另一端是肛門，肛門附近有數塊的硬片。在有些種類裡還有過濾海水的組織，稱為篩板。
海膽的食糧十分廣泛，肉食性的會以海底的蠕蟲和其他棘皮动物為食糧，而草食性的主要食物是藻類，另外，亦有以有機物碎屑、動物屍體為食的海膽等。
食物是由口器上升到食道，食道再繞著亞氏提燈的外圍向上升，進入胃部。海膽的胃呈管狀，稱為管狀胃，緣著硬壳的內壁向上升，接駁著反口面的腸子。經過腸子的吸收後，通往直腸把排泄物經肛門排出。

### 氣體交換
一般的海膽進行氣體交換是由五對圍口腮負責，圍口腮的形狀像一串串的葡萄，是在體壁向外衍生的囊狀結構，而內外腮壁有著纖毛性上皮層。透過亞氏提燈附近的肌肉及骨片，把體腔內的液體壓入及壓出腮中，以進行氣體交換。硬壳上的管足亦有助氣體交換，尤其是沒有圍口腮的歪形海膽更要透過管足來滲透氧。吸入的氧會由體腔內的循環液體：體腔液帶到全身，體腔液內有著體腔細胞主動運輸氧到身體各部份及帶走代謝廢物至鰓、管足、及軸器官處理並排出。

### 感應外界
海膽有著很多感應細胞在棘刺、叉棘及管足上，以探測外界的資訊，包括食物的來源、光線的強弱、水流強弱、水質的好壞等。海膽目口部的管足，心形海膽全身的管足與沙錢在口面的管足都是重要的感應器官。海膽雖然沒有眼睛，但在反口面的表皮細胞中有眼點及感光細胞，對光線非常敏感。大多數的海膽，如魔鬼海膽都是負趨光性的，即不喜歡光線，多在夜間行動。另外，海膽為了逃避光線，在日間亦會用管足抓著貝殼、藻類或珊瑚碎片，甚至罐頭的拉環等遮蔽其身體，以方便覓食。

### 生殖
絕大多數的海膽都是雌雄異體的，海膽的五個生殖腺位於體腔的步帶區，貼近硬壳內緣且連在體腔壁上。牠們會將精子及卵子排出海水中受精，沙錢在生殖孔附近有細長的生殖疣足，把精子及卵子送到沙面，協助增加受精機會。部份的海膽會把受精卵放在圍口部或圍肛部附近，以棘刺包圍和保護這些卵。

### 幼蟲成長
由於海膽是呈球狀及輻射對稱的，與其他生物相似，海膽在胚胎階段都是呈球狀及輻射對稱的，但是很奇怪的是海膽在其幼年階段（即長腕幼蟲）卻不是這樣的。長腕幼蟲只是反射(兩側)對稱的在成長階段，海膽須由原本的輻射對稱轉變為反射(兩側)對稱，並由反射(兩側)對稱再次轉變為輻射對稱。
當一群長腕幼蟲在顯微鏡的偏光鏡下呈現令人意想不到的境象。整隻幼年的海膽，包括其石灰質的骨骼，均是透明的。但是，其骨骼卻是雙折射的。這是因為當幼年的海膽在游泳時，牠相對偏光鏡的坐向不斷改變，只有骨骼在彩虹色彩下成為可見的。

## 天敵
雖然海膽的身體構造滿是保護牠的棘刺或叉棘，但海膽仍然有牠在大自然的天敵：海獺。自2014年起，由於海獺的數目的稀少，紫海膽已經摧毀了北加利福尼亞州90%的公牛海帶林，導致生態系統失衡；在蒙特雷灣水族館，甚至有海獺照護員試著訓練救援後的年輕海獺獵捕紫海膽。

## 考古
最早已知的海膽綱動物是在奧陶紀早期的岩石內發現，而牠們成功活到今天的原因是牠們是一種多樣性的生物。在完好保存的標本，就連棘亦可保存，但大部份發現的都只有硬壳的標本。有時在化石上亦可發現獨立的棘。某些海膽綱動物（如在英国發現白垩纪的Tylocidaris clavigera）就有著重棍狀的棘，令獵食者難以突破，及令該海膽綱動物看上來難於對付。這些棘亦有利於軟海床上的運動。

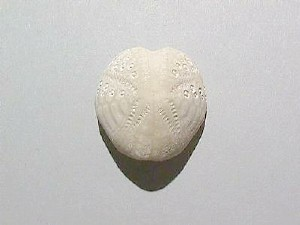
澳洲上新世的海膽化石Lovenia woodsi

古生代完整的海膽化石非常罕有，但一般都有著獨立的棘及小片的碎片。很多標本是在泥盆纪及石炭纪的岩石上發現。在爱沙尼亚奧陶紀及志留纪的淺水石灰岩就因發現海膽綱動物而非常出名。古生代的海膽可能是生活於較平靜的海面。這是因牠們的硬壳較薄，未能抵禦海流的衝擊。在石炭紀的早期，海膽綱動物明顯的有著較少的物種，而此情況一直維持到二疊紀。在古生代完結前，牠們瀕臨絕種的邊緣，只有於二叠纪時的六個品種。
到了三叠纪早期，牠們的數目開始增加。從侏罗纪至白堊紀，海膽綱動物衍生出不同的種類。在中生代及新生代，是牠們最輝煌的時期。但是，大部份的化石只存在於某些地區及成某些形狀，不過仍然顯出牠們的豐富。舉例說，在德克萨斯州，Enallaster就是能從白堊紀石灰岩的露頭中獲得過千的數量。
有些海膽化石（如在英国及法国發現白垩纪的Micraster）會被作為標準化石，這是因牠們的進化階段能讓地質學家知道地層的年代。但是，大部份的海膽化石都只有較少的數量，而不足以提供地質學上較實在的幫助。

## 食用

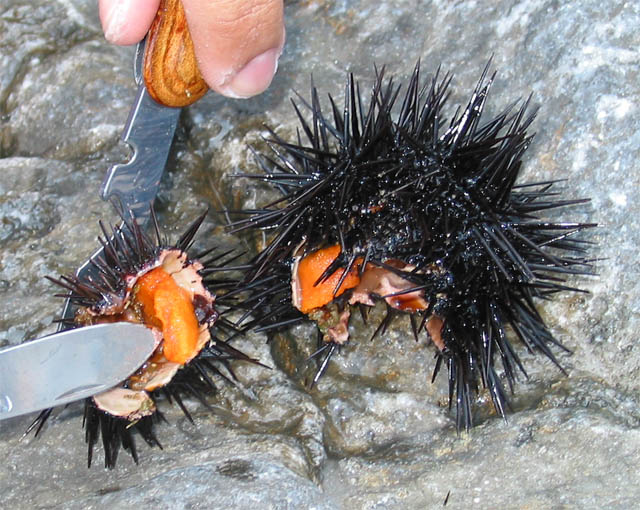
海膽籽

人類專食用海膽的生殖腺，即海膽籽。不論生吃或熟食，海膽籽是一種很受歡迎的食材。
海膽在日本稱為「 Uni」，海膽以海帶為食造成養殖海帶賣相不佳，早期被視為海帶養殖業的害蟲。直到二戰後，日本人發現海膽的美味，開始以海膽為食材用於壽司與蓋飯上，或直接生食、烤來吃。
在智利有一種傳統的食品稱為「erizo」也是用海膽製作的。除了智利當地的消耗外，海膽亦會被出口至日本，以供應當地的需求。海膽籽傳統會被用作春藥，現在亦發現包含蛋氨酸。
海膽殼亦可作為裝飾品，在海邊很容易就能發現海膽的空殼，經常在海邊的商店作為紀念品出售。將海膽浸在家用的漂白水內，可以很快的將棘除掉，留下乾淨的硬殼。硬殼有著引人注目的美麗，且與軟體動物的貝殼有所不同。